# Ruth Hussey
Ruth Hussey (Providence, Rhode Island, 30 d'octubre de 1911 – Newbury Park, Califòrnia, 19 d'abril de 2005) va ser una actriu estatunidenca.

## Biografia
Nascuda a Providence (Rhode Island), als set anys, va perdre el seu pare a causa del brot de la grip espanyola de 1911. Va continuar els seus estudis, graduant-se en el Pembroke College el 1933. Tot i que abans d'aquesta data no havia mostrar interès en l'actuació, es va matricular en el curs del drama de la Universitat de Michigan, treballant durant dos anys en una companyia ambulant d'actors que van fer nombroses parades a l'estat de Michigan.
Després del seu retorn va començar a treballar per a un canal local, com a comentarista d'un programa de ràdio dedicat a la moda i el vestuari. Animada pels seus amics, va ser persuadida per entrar com a actriu en el teatre local, però va ser rebutjada. No considerant-se derrotada, es va traslladar a Nova York, on un agent teatral li va fer signar un contracte per a una sèrie d'espectacles que, irònicament, s'havien de celebrar en el mateix teatre on havia estat rebutjada. No obstant això, Hussey va treballar en l'agència de models Powers.
Va començar a actuar al teatre d'Òpera Dead End, del dramaturg Sidney Kingsley, amb qui va marxar de gira per tot Estats Units. La Hussey va fer la seva última actuació al Biltmore Hotel de Los Angeles on va ser descoberta per un cercatalents de la Metro-Goldwyn-Mayer, que la va contractar immediatament fent-la signar un contracte de cinc anys.
El 1937 va fer el seu debut al cinema com a actriu, tot i no sortir als crèdits, a la pel·lícula The Big City (1937), al costat de Spencer Tracy. Donant prova de la seva capacitat i el seu talent artístic, la Hussey es va guanyar l'admiració del públic i el seu estudi de cinema, especialitzant-se en papers de dona sofisticada i encantadora. El 1941 va ser nominada a l'Oscar a la millor actriu secundària pel paper de Liz Imbrie, fotògrafa sense escrúpols a la pel·lícula The Philadelphia Story (1940). En el mateix any va tornar al costat de Spencer Tracy en la cinta d'aventures Pas del Nord-oest (1940) de King Vidor.

## Filmografia selecta
- 1937: The Big City: Secretària de l'alcalde
- 1937: Madame X: Annette
- 1938: Judge Hardy's Children: Margaret 'Maggie' Lee
- 1938: Hold That Kiss: Nadine Piermont Kent
- 1938: Maria Antonieta (Marie-Antoinette): Duquessa de Polignac
- 1938: Rich Man, Poor Girl: Joan Thayer
- 1938: Time Out for Murder: Peggy Norton
- 1938: Spring Madness: Kate 'Katie' McKim
- 1938: Man-Proof: Jane
- 1939: Honolulu: Eve
- 1939: Within the Law: Mary Turner
- 1939: Maisie: Sybil Ames
- 1939: The Women: Miss Watts
- 1939: Blackmail: Helen Ingram
- 1939: Fast and Furious: Lily Cole
- 1939: Another Thin Man: Dorothy Waters
- 1940: Susan and God: Charlotte
- 1940: El pas del nord-oest (Northwest Passage): Elizabeth Browne
- 1940: Flight Command: Lorna Gary
- 1940: The Philadelphia Story: Elizabeth Imbrie
- 1941: Free and Easy: Martha Gray
- 1941: Our Wife: Professor Susan Drake
- 1941: Married Bachelor: Norma Haven
- 1941: H.M. Pulham, Esq.: Cordelia 'Kay' Motford Pulham
- 1942: Pierre of the Plains: Daisy Denton
- 1942: Tennessee Johnson: Eliza McCardle Johnson
- 1943: Company de la meva vida (Tender Comrade): Barbara Thomas
- 1944: The Uninvited: Pamela Fitzgerald
- 1944: Marine Raiders: Tinent Ellen Foster
- 1945: Bedside Manner: Dr. Hedy Fredericks
- 1948: I, Jane Doe: Eve Meredith Curtis
- 1949: El gran Gatsby (The Great Gatsby): Jordan Baker
- 1950: Louisa: Meg Norton
- 1950: Mr. Music: Lorna Marvis
- 1951: That's My Boy: Ann Jackson
- 1952: Woman of the North Country: Christine Powell, després Christine Ramlo
- 1952: Stars and Stripes Forever: Jennie Sousa
- 1953: The Lady Wants Mink: Nora Connors
- 1960: The Facts of Life: Mary Gilbert
- 1970: The Resurrection of Broncho Billy: Veu